# Hirtzfelden
Hirtzfelden – miejscowość i gmina we Francji, w regionie Grand Est, w departamencie Górny Ren.
Według danych na rok 1990 gminę zamieszkiwało 848 osób, 38 os./km².